# Тайский виски
Тайский виски Меконг (Mekhong) — так называют напиток, сделанный в Таиланде, который изготавливается из сахарного тростника, риса и паточных изделий (рецепт трав и специй — специальный лук, специи и приправы), точный состав которого не разглашается. Крепость — 35 % спирта. Благодаря именно секретному составу «Меконг» имеет специфический вкус и аромат.

## История
Запущенный в 1941 году, он быстро стал самым популярным брендом в Таиланде. Однако постепенно «Меконг» стал сдавать свои позиции другим — иностранным брендам виски. В 80-х годах руководство «Меконга» заявило о продаже данного бренда, но безуспешно.
В 2010 году производство «Меконга» всё-таки было прекращено, но с 2011 года новые владельцы этого бренда восстановили производство. И теперь «Меконг» снова становится востребован в Таиланде и постепенно расширяет свои границы потребления.

## О названии
Виски был назван в честь самой большой реки на Индокитайском полуострове — Меконг, «реки девяти драконов»; она протекает в Китае, Лаосе, Таиланде, Камбодже и Вьетнаме (частично образует границу Лаоса с Мьянмой и Таиландом).
Тайцы считают этот напиток гордостью Таиланда, но по сей день Меконг не стал узнаваемым брендом в мире.